# Éperlan
Cet article court présente un sujet plus développé dans plusieurs articles dérivés.
Pour les articles homonymes, voir Éperlan (homonymie).
Le terme « éperlan » est un nom vernaculaire ambigu en français, pouvant désigner plusieurs espèces différentes de petits poissons.
La plupart des espèces viennent de l'ordre des osmériformes, principalement de la famille des osméridés :
- l'Éperlan du Japon (en), Éperlan à petite bouche ou Éperlan (Hypomesus olidus)[1] ;
- l'Éperlan du Pacifique (en) ou Éperlan (H. pretiosus)[2] ;
- l'Éperlan du Pacifique (en) ou Éperlan arc-en-ciel (Osmerus dentex)[3] ;
- l'Éperlan européen, Éperlan d'Europe, Éperlan, Concombre ou Trogue (O. eperlanus)[4],[5],[6] ;
- l'Éperlan arc-en-ciel, Éperlan d'Amérique, Éperlan du nord ou Éperlan de lac du Canada (O. mordax)[4],[7],[8] ;
- l'Éperlan australien (Retropinna semoni)[9] ;
- l'Éperlan d'hiver (en) (Spirinchus thaleichthys)[10].

Quelques autres sont issues de l'ordre des aulopiformes :
- l'Éperlan du large, Éperlan du large atlantique ou Verdocil nez court (Chlorophthalmus agassizi)[11],[12] ;
- l'Éperlan du large de l'Atlantique (nl) (C. atlanticus)[13] ;
- l'Éperlan du large tacheté (nl) ou Verdœil tacheté (C. punctatus)[14].

Enfin, une espèce provient de l'ordre des athériniformes :
- le Prêtre, Joël, Faux éperlan ou Athérine (Atherina presbyter)[15],[16].

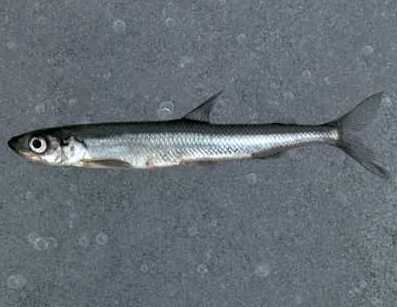
Éperlan européen (Osmerus eperlanus)
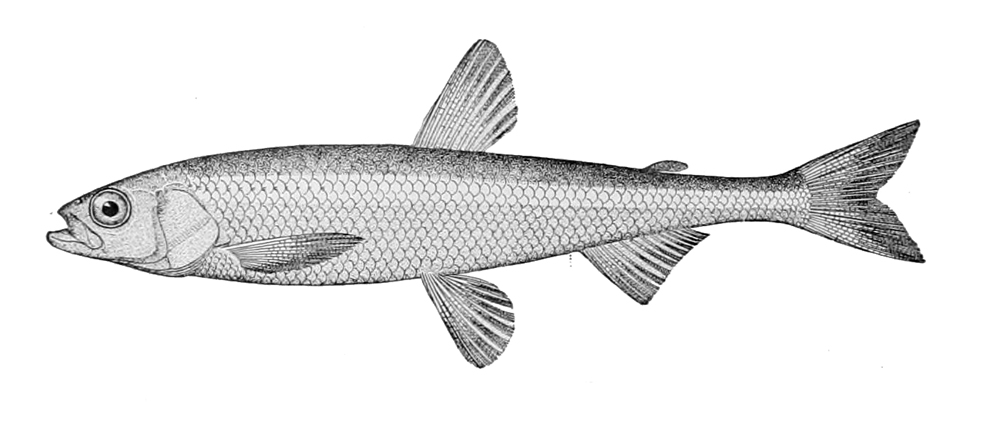
Éperlan du Japon (Hypomesus olidus)
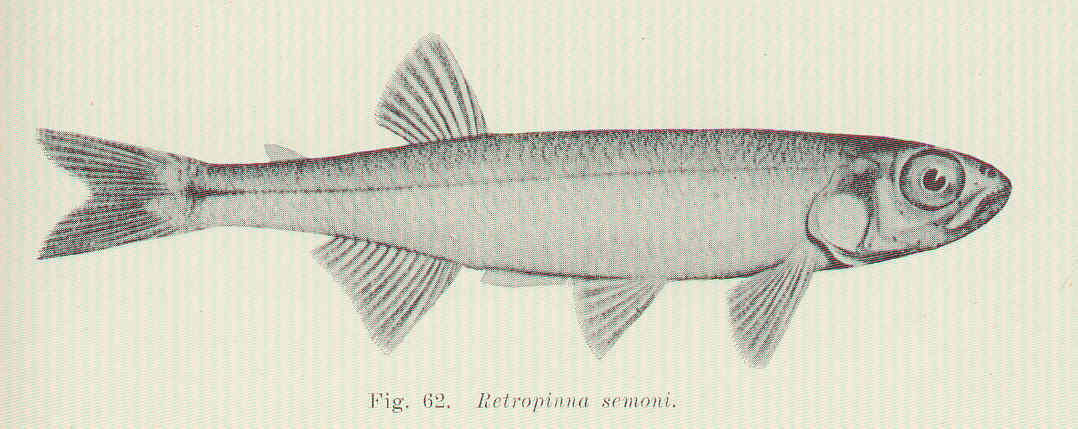
Éperlan australien (Retropinna semoni)

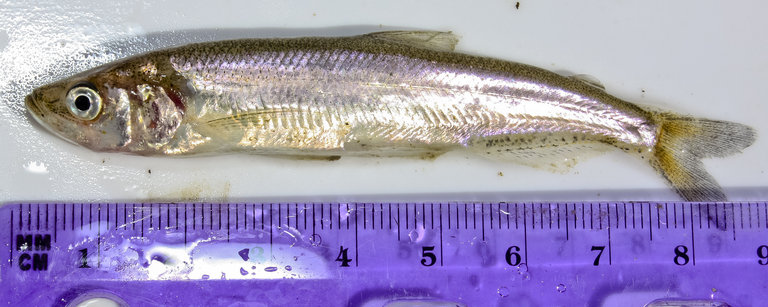
Éperlan d'hiver (Spirinchus thaleichthys)
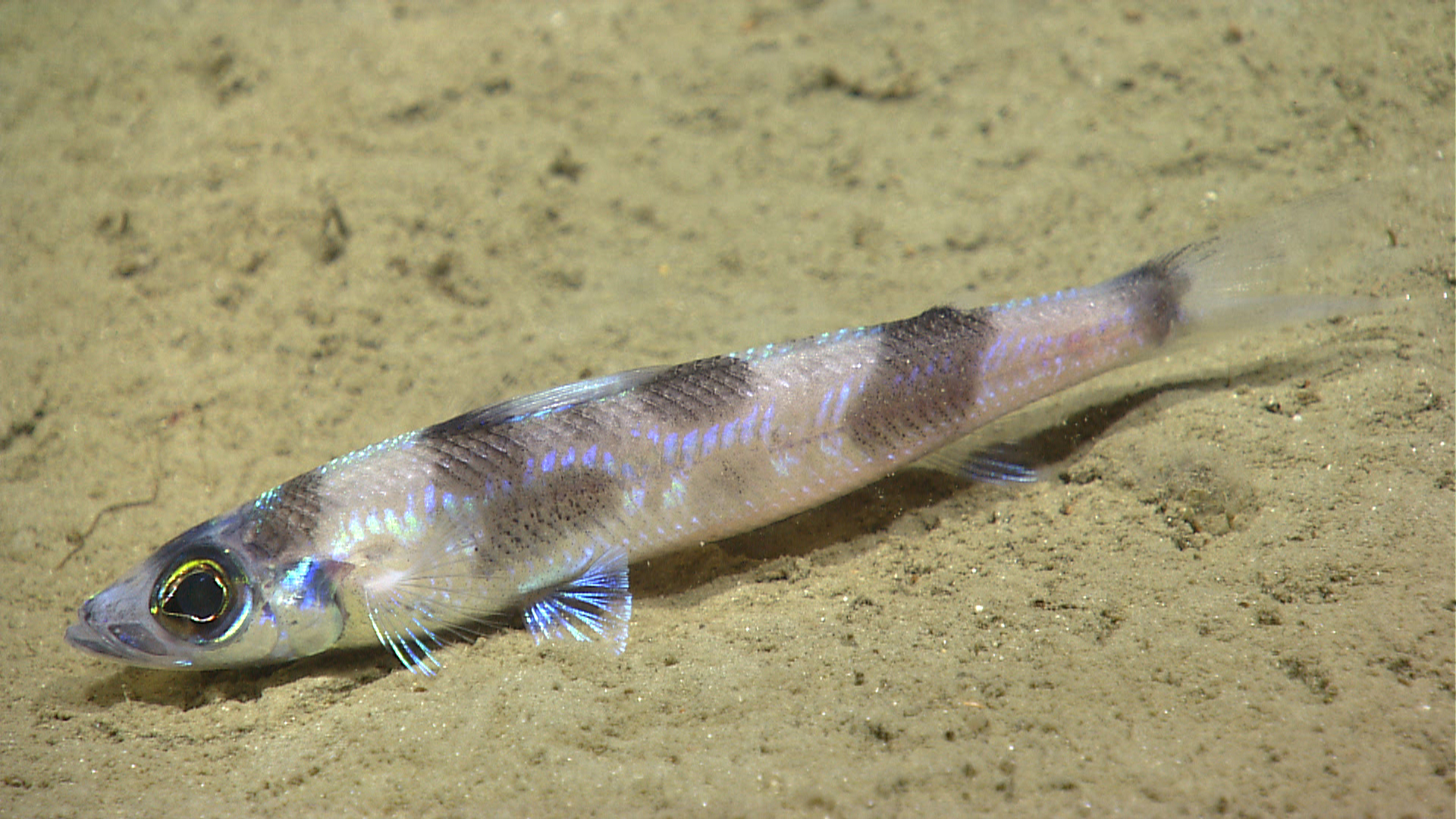
Éperlan du large (Chlorophthalmus agassizi)
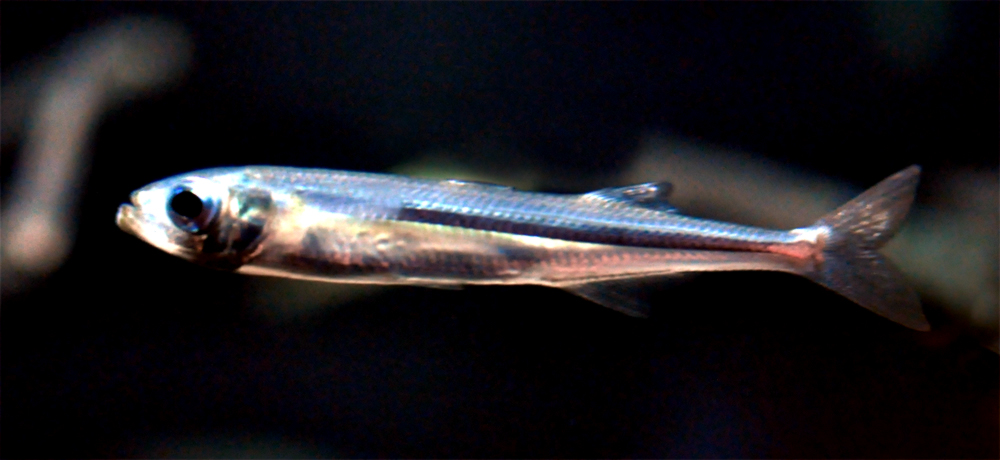
Prêtre (Atherina presbyter)